# Чомів
Чомів (або Чамів, Чумув, пол. Czumów) — село в Польщі, у гміні Грубешів Грубешівського повіту Люблінського воєводства. Населення — 282 особи (2011).

## Історія

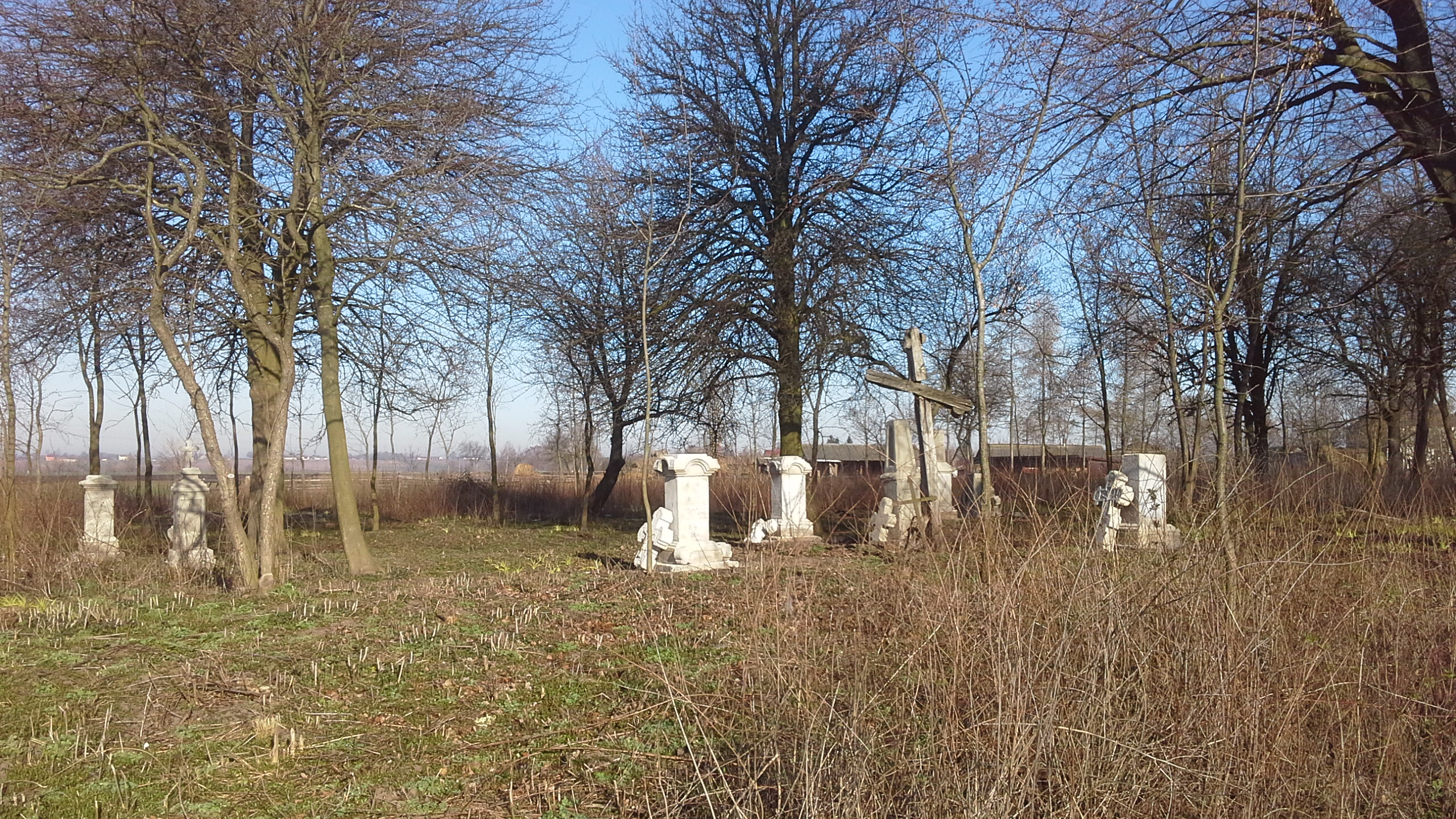
Занедбаний православний цвинтар

1733 року вперше згадується унійна церква в селі.
За даними етнографічної експедиції 1869 року під керівництвом Павла Чубинського, у селі проживали греко-католики, які розмовляли українською мовою. Близько 1875 року греко-католицька церква переведена на православ'я.
У 1921 році село входило до складу гміни Міняни Грубешівського повіту Люблінського воєводства Польської Республіки.
У липні-серпні 1938 року польська адміністрація в рамках великої акції руйнування українських храмів на Холмщині і Підляшші знищила місцеву православну церкву.
Під час проведення операції «Вісла» в період 16-20 липня 1947 року з Чумова було вивезено на «землі одзискані» (Вармінсько-Мазурське воєводство, Західнопоморське воєводство, Нижньосілезьке воєводство, Любуське воєводство) 5 людей української національності.
У 1975—1998 роках село належало до Замойського воєводства.

## Населення
За даними перепису населення Польщі 1921 року в селі налічувалося 67 будинків та 344 мешканці, з них:
- 163 чоловіки та 181 жінка;
- 336 православних, 8 римо-католиків;
- 335 українців, 9 поляків.

Демографічна структура станом на 31 березня 2011 року:
|          | Загалом | Допрацездатний вік | Працездатний вік | Постпрацездатний вік |
| -------- | ------- | ------------------ | ---------------- | -------------------- |
| Чоловіки | 137     | 31                 | 93               | 13                   |
| Жінки    | 145     | 30                 | 90               | 25                   |
| Разом    | 282     | 61                 | 183              | 38                   |

## Чумів на мапах

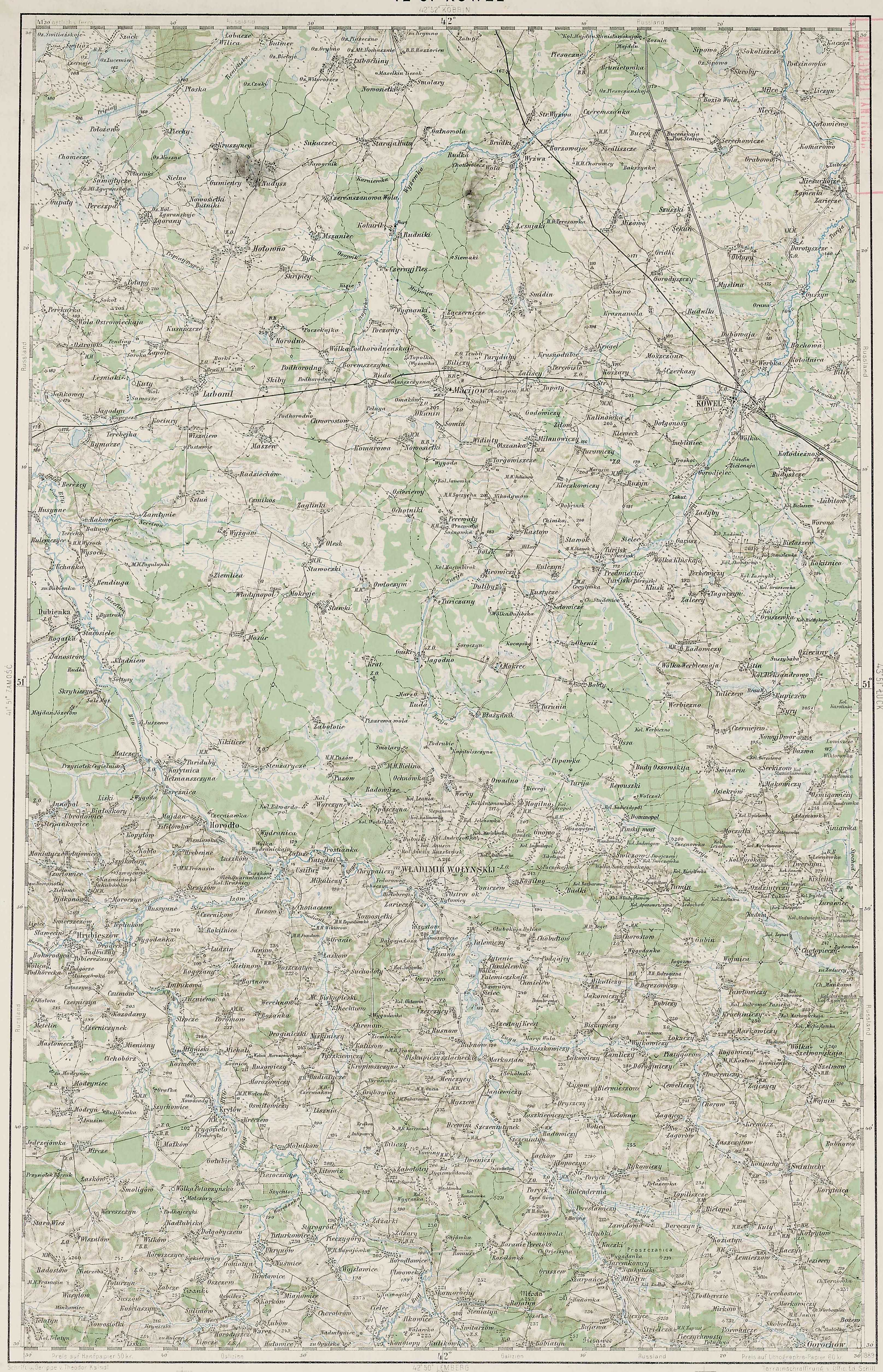
с.Чумів на військовій мапі Австро-Угорської імперії з 1889р.
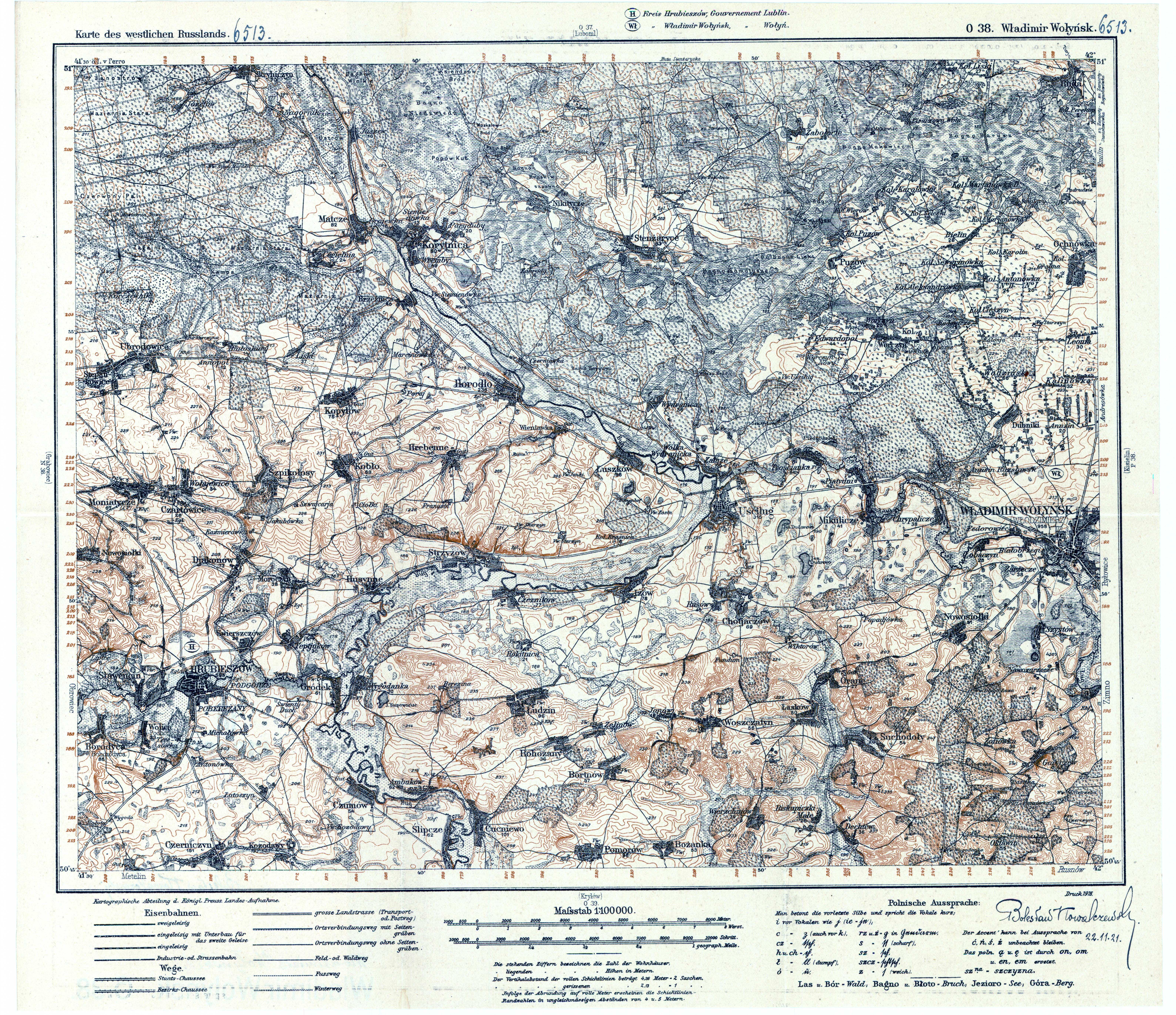
с.Чумів на німецькій військовій мапі з 1915 року
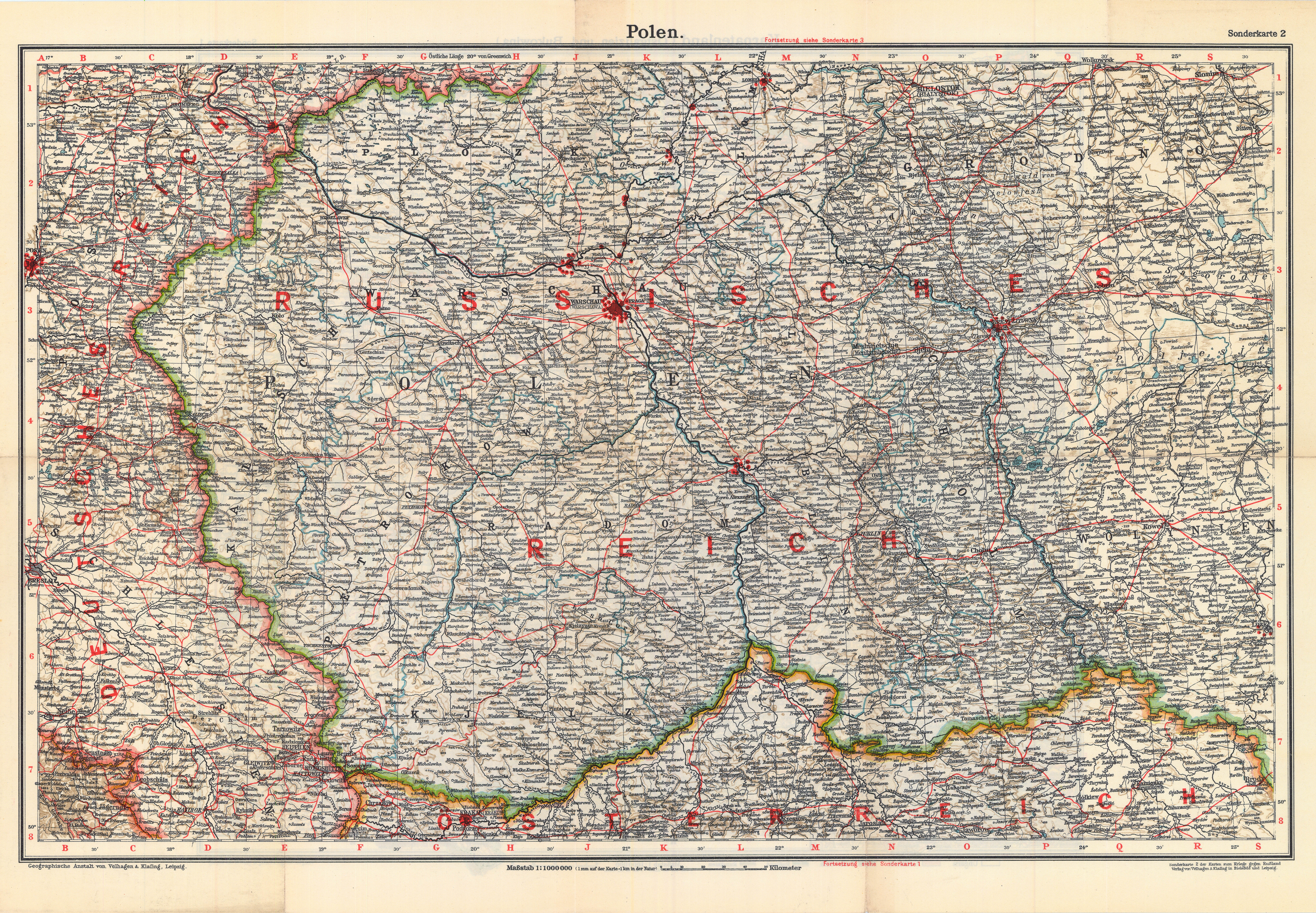
с.Чумів на військовій німецькій мапі з 1916р
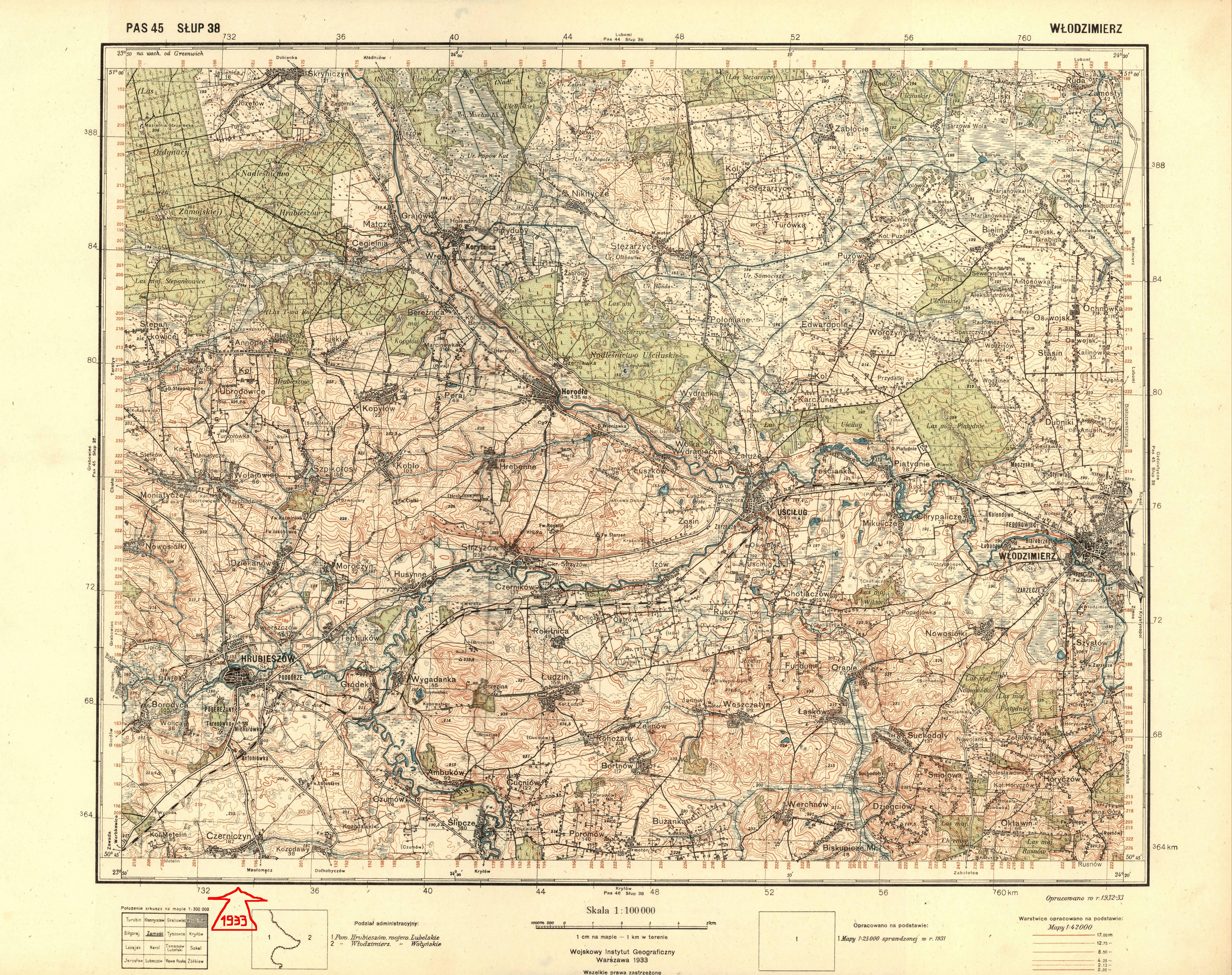
с.Чумів на мапі польського військового географічного інституту 1933р.
с.Чумів на окупаційній німецькій мапі з 1940 р.
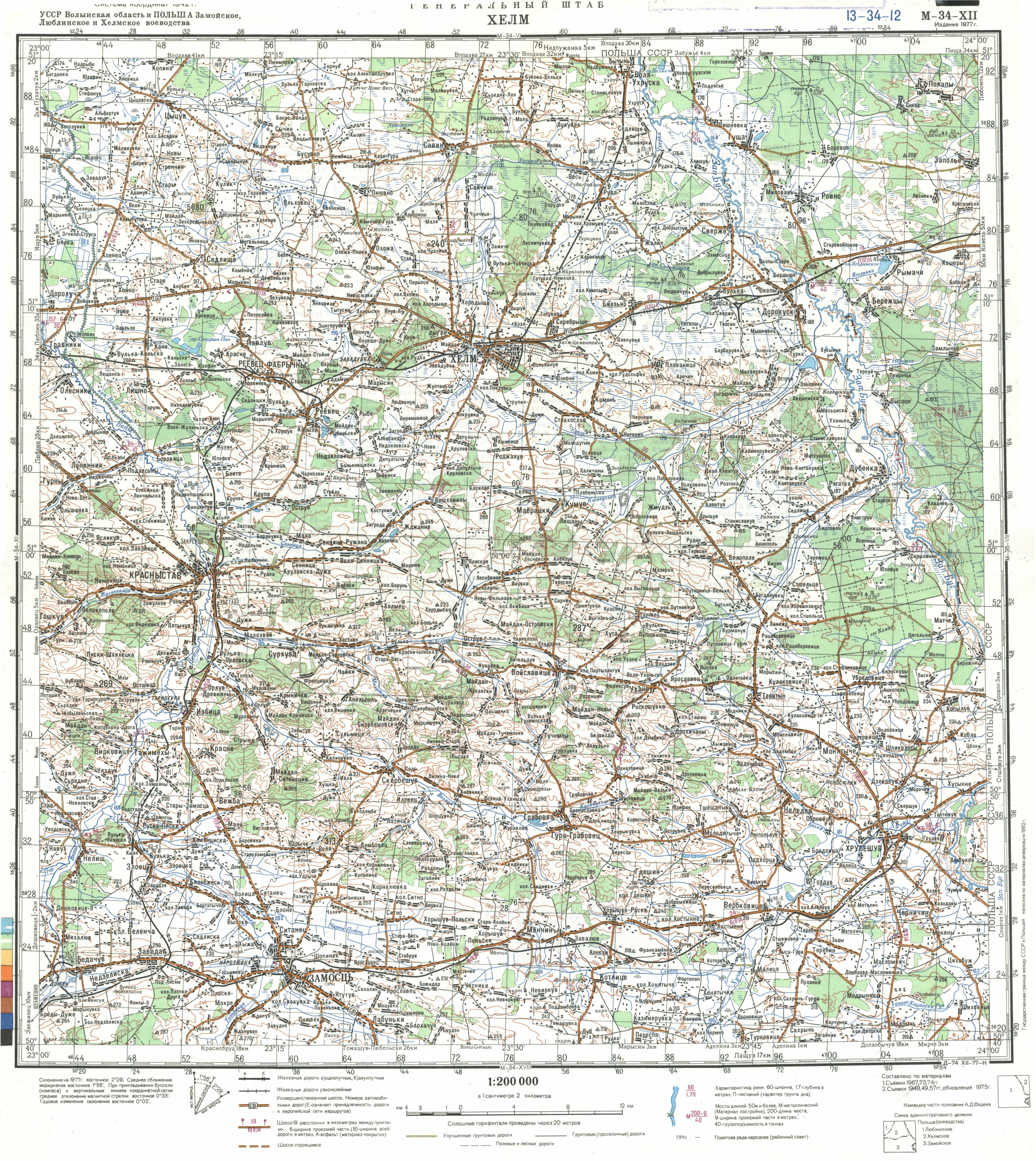
с.Чумів на мапі Генерального Штабу СРСР з 1977р.